# Zloduh
Zlodúh ali ropotúh (nemško Poltergeist iz poltern »ropotati« + Geist »duh«) je paranormalni pojav, pri katerem se sliši nerazložljiv ropot, vidi lebdeče, padajoče predmete, kar naj bi povzročali duhovi.

## Znani primeri
- Glenluce Devil (1654–1656)
- Drummer of Tedworth (1662)
- Mackie poltergeist (1695)
- Epworth Rectory (1716–1717)
- Hinton Ampner (1764–1771)
- Stockwell ghost (1772)
- Sampford Peverell (1810–1811)
- Bell Witch of Tennessee (1817–1872)
- Bealings Bells (1834)
- Angelique Cottin (ca. 1846)
- Ballechin House (1876)
- Great Amherst Mystery (1878–1879)
- Caledonia Mills (1899–1922)
- Gef the Talking Mongoose (1931)
- Borley Rectory (1937)[1]
- Thornton Heath poltergeist (1938)
- Seaford poltergeist (1958)
- Matthew Manning (1960.–1970.)
- The Black Monk of Pontefract (1960.–1970.)
- Rosenheim Poltergeist (1967)[2][3]
- The Amityville case (1975)
- The Enfield Poltergeist (1977)
- The Thornton Road poltergeist of Birmingham (1981)
- Tina Resch (1984)
- The Canneto di Caronia fires poltergeist (2004–05)[4]
- Ammons haunting case (2011)